# Élection du chef de l'exécutif de Hong Kong de 1996

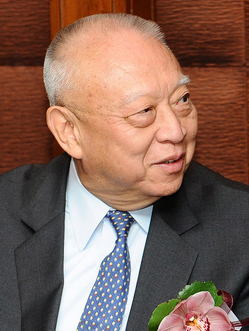
Tung Chee-Hwa, premier chef de l'exécutif de Hong-Kong.

L'Élection du chef de l'exécutif de Hong Kong de 1996 est la première élection de la concession de Hong Kong, accordée par la Chine à l'Empire britannique, et se déroulant, l'année précédant sa rétrocession à cette dernière. Elle se déroule le 11 décembre 1996.
Le Hong-Kongais Tung Chee-Hwa sort vainqueur de cette élection. Il est donc le premier représentant chinois à ce poste, où il remplace le britannique Chris Patten, gouverneur de Hong Kong de 1992 à 1997.
Il prend son poste le 1er juillet 1997, lors de la rétrocession de Hong Kong à la Chine, à la création de la région administrative spéciale
Les deux autres candidats étaient Yang Ti-liang (en) et Peter Woo (en). Ils sont tous trois considérés comme représentants du camp pro-Pékin.